# Brigitte D'Ortschy
Brigitte D'Ortschy (31. maj 1921 - 9. juli 1990) var en tysk arkitekt, journalist, oversætter og forfatter. Hun var desuden den første tyske zenmester inden for den japanske Sanbo Kyodan-skole.
Brigitte D'Ortschy voksede op i Berlin og blev som ganske ung fascineret af gamle tænker og mystikere som Angelus Silesius, Mester Eckehart, Teresa af Ávila og Zhuangzi. Hun gennemførte en arkitekt- og ingeniøruddannelse, hvor nogle af de områder, der interesserede hende mest, var de sociologiske og psykologiske aspekter af arkitekturen.
I de følgende år bragte hendes uddannelse hende vidt omkring, blandt andet til USA, hvor hun mødte Frank Lloyd Wright, og i midten af 1950'erne organiserede hun arkitekturudstillinger flere steder i Europa. På et tidspunkt læste hun Eugen Herrigels bog Zen i bueskydningskunsten, hvilket Vakte en stærk interesse for Japan i hende.
I 1963 rejste D'Ortschy til Japan, hvor hun snart begyndte oplæring inden for zen samtidig med, at hun tjente til dagen og vejen ved at undervise på lokale universiteter og skrive artikler om japansk kultur og zen til europæiske medier. Zen-studierne varede ved, og i 1983 blev hun officielt udnævnt til zenmester. Allerede ti år før dette havde D'Ortschy begyndt at undervise i zen i Tyskland. Hun var også tidligt blevet venner med Philp Kapleau, hvis bog The Three Pillars of Zen hun oversatte til tysk. Hun gjorde desuden en stor indsats på at tilnærme zen-læren til den katolske lære, og hun fortsatte med selv at studere zen resten af livet; blandt andet oversatte hun en række originale kinesiske og japanske skrifter herom til engelsk og/eller tysk. 